# Morning View
Morning View è il quarto album in studio degli Incubus, pubblicato nel 2001.

## Tracce
1. Nice to Know You – 4:45
2. Circles – 4:11
3. Wish You Were Here – 3:36
4. Just a Phase – 5:33
5. 11am – 4:16
6. Blood on the Ground – 4:36
7. Mexico – 4:22
8. Warning – 4:42
9. Echo – 3:36
10. Have You Ever – 3:16
11. Are You In? – 4:26
12. Under My Umbrella – 3:33
13. Aqueous Transmission – 7:46